# غلامحسین‌میرزا
غلامحسین‌میرزای قاجار (۴ صفر ۱۲۵۰ ه‍.ق در تهران- حدود ۱۳۰۹ ه‍.ق در تبریز) ملقب به صدرالشعرا با تخلص بهجت شاهزادهٔ قاجار و شاعر بود. او از سال ۱۲۸۶ تا پایان عمر در تبریز که مقر ولیعهد مظفرالدین‌میرزا بود به‌سر می‌برد.
غلامحسین میرزا پسر ملک ایرج، نوه فتحعلی‌شاه و پدر شاعر بزرگ پارسی ایرج میرزا بود.
او به بیماری سل از دنیا رفت.

## نمونه شعر
| تا سگ نفس تو گرگ شیرشکار است     |  | شیر تو دائم ز بیم گرگ نزار است   |
| تا که نزار است شیر و گرگ تو فربه |  | گرگ تو را به ز صید شیر چه‌کار است |